# Fertő-táj

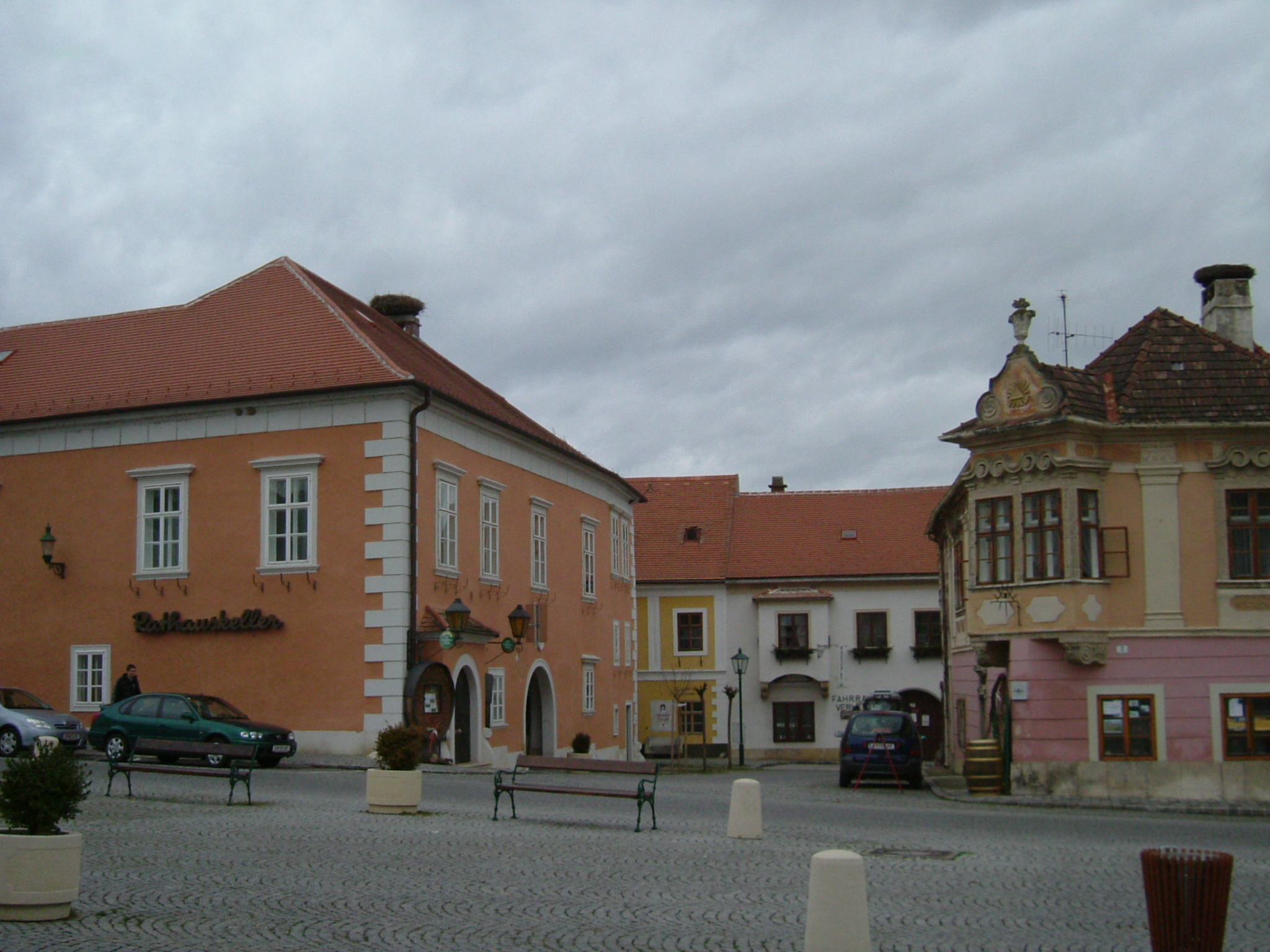
Ruszt – belváros

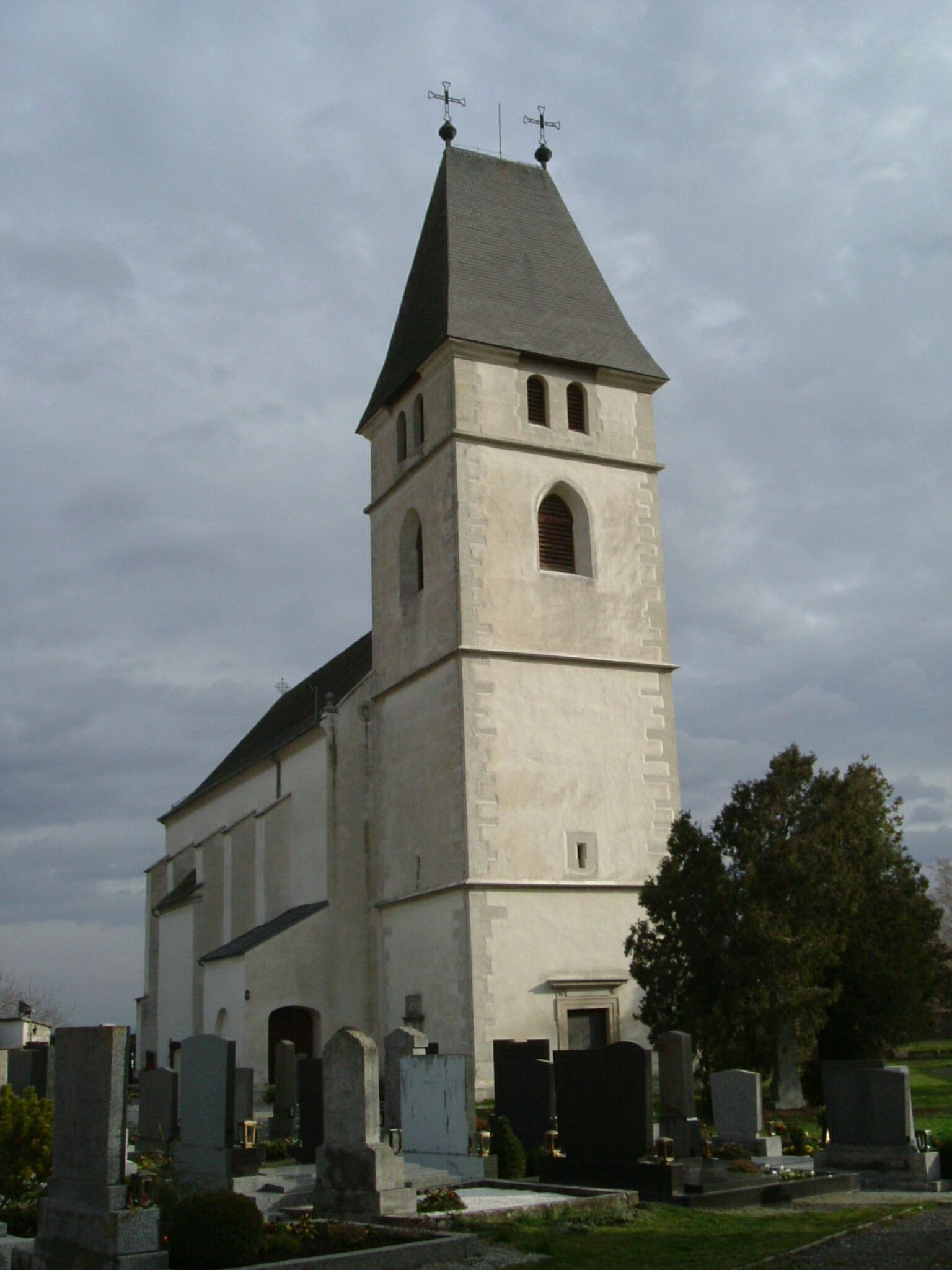
Az ausztriai Fertőszéleskút rk. temploma, mellette a lebontott védelmi rendszer

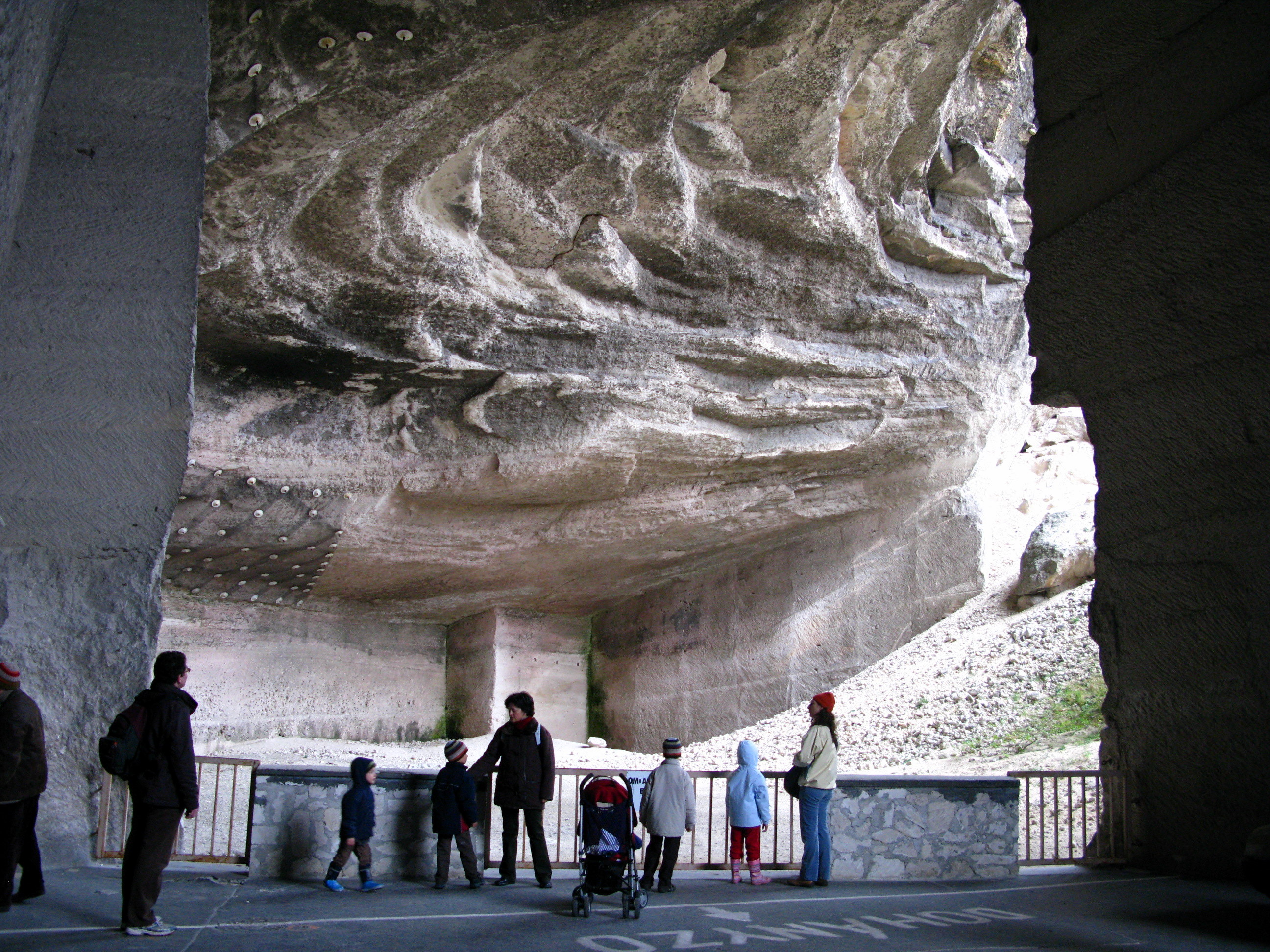
A kőfejtő belseje

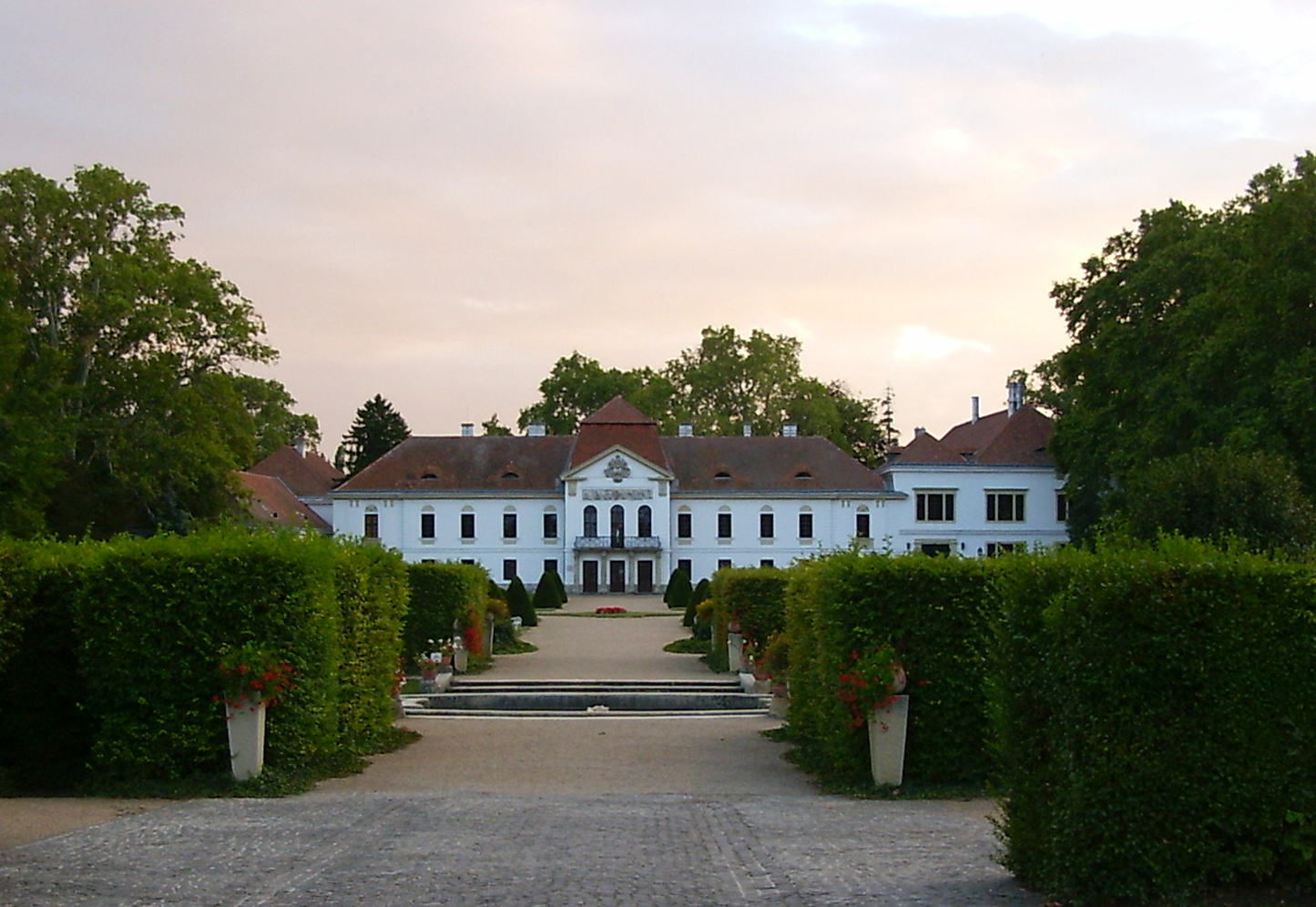
A nagycenki kastély

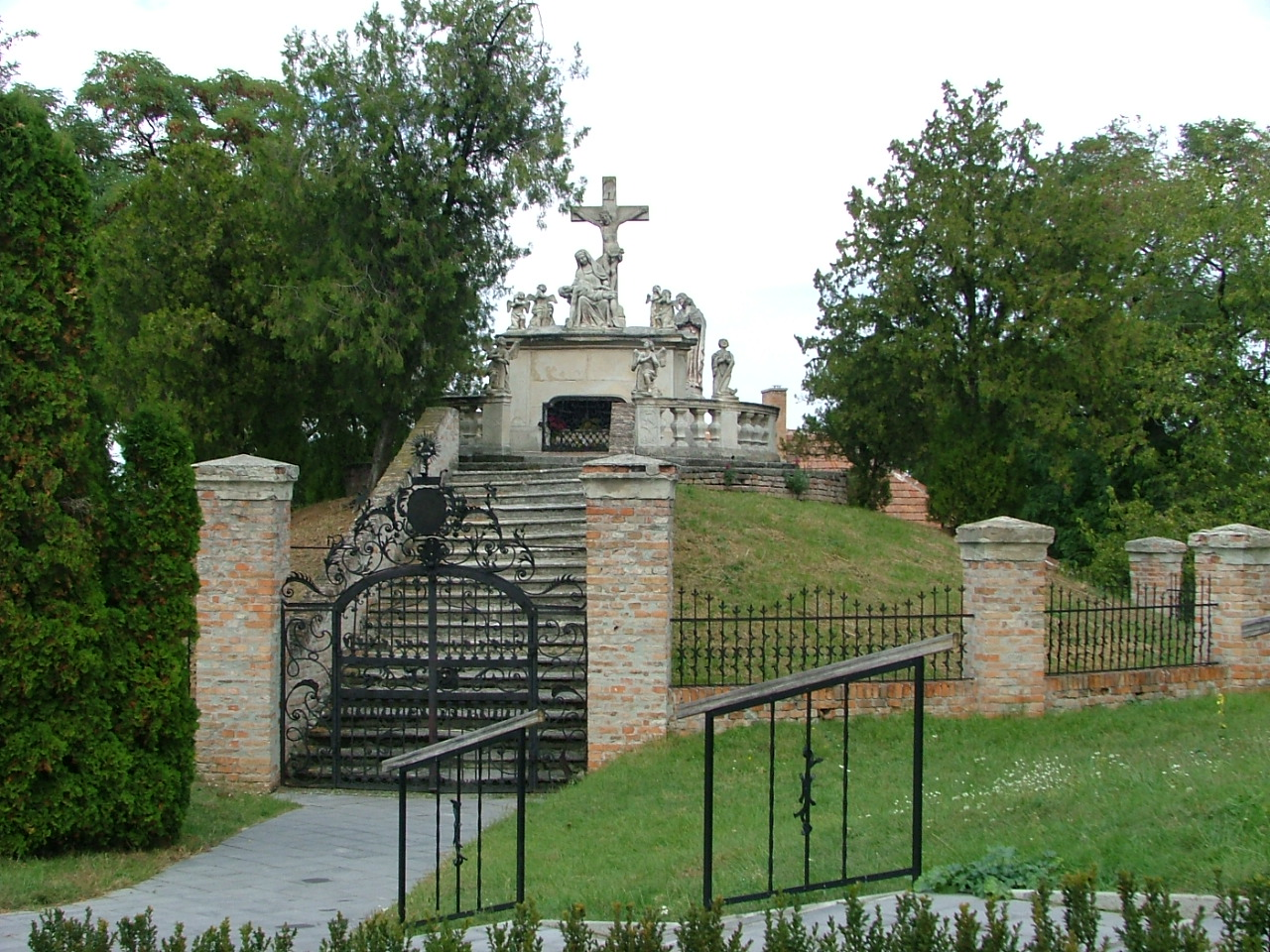
A fertőszéplaki kálvária

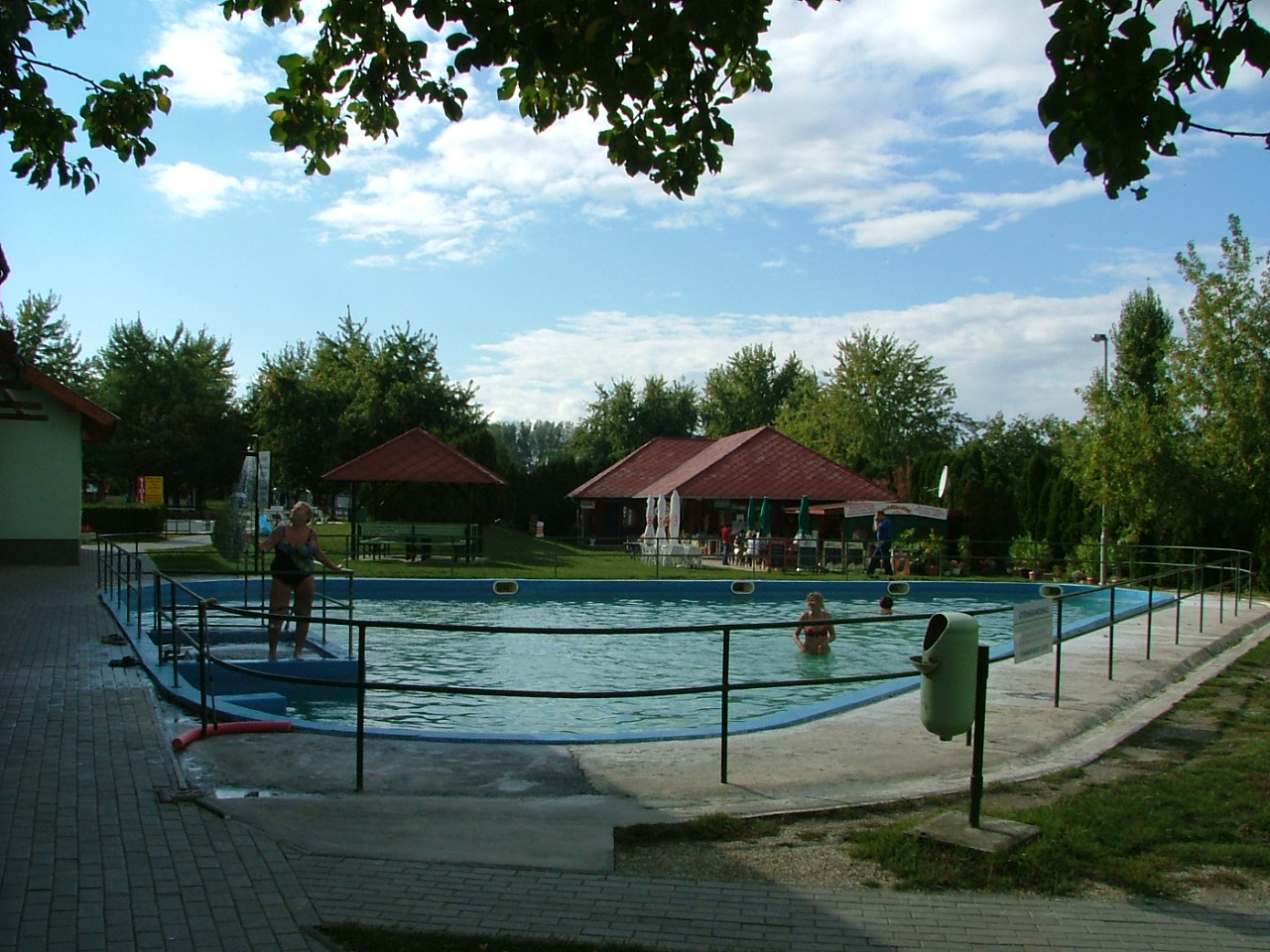
A Sára fürdő egyik medencéje Hegykőn

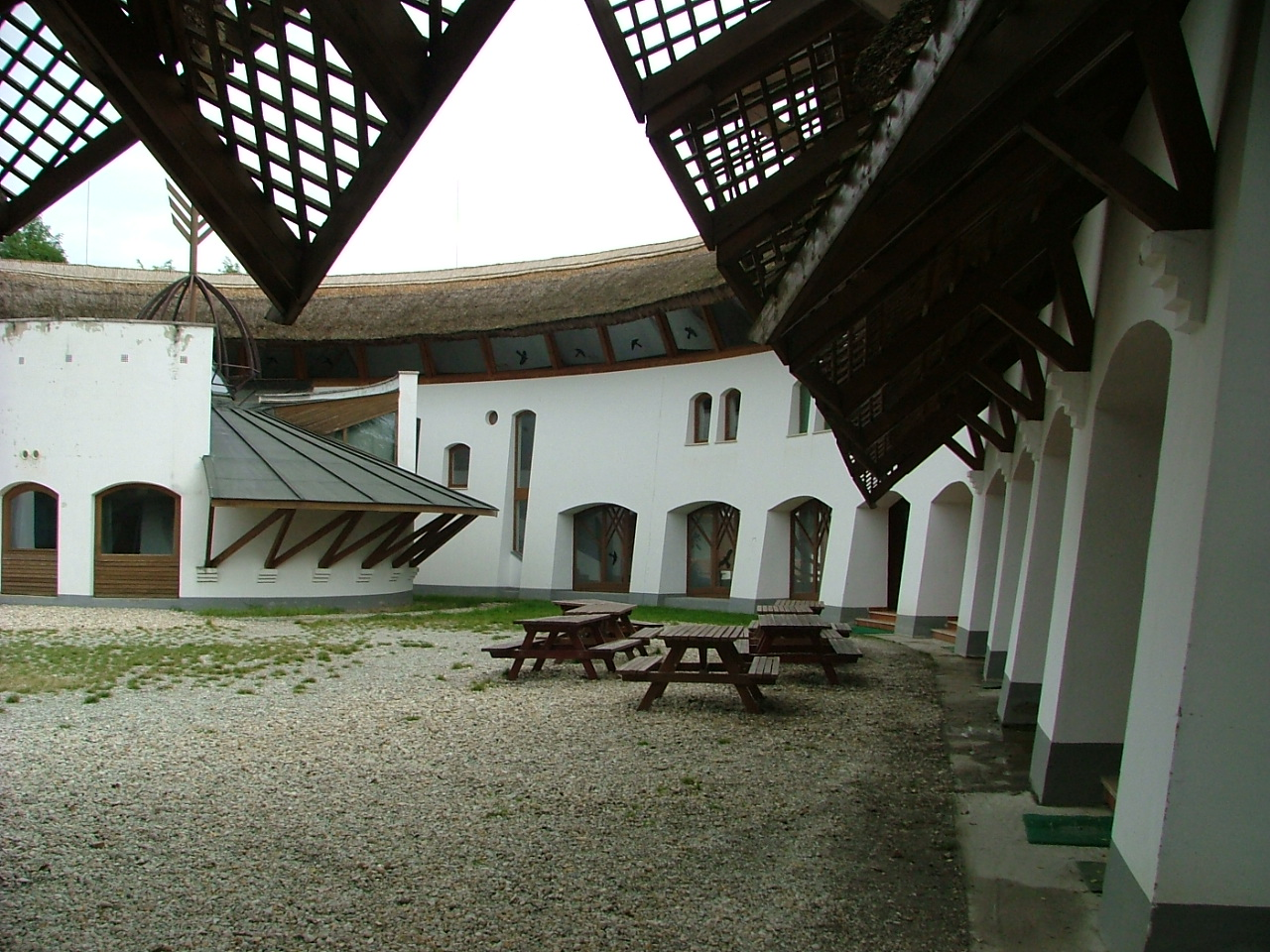
A kócsagvár

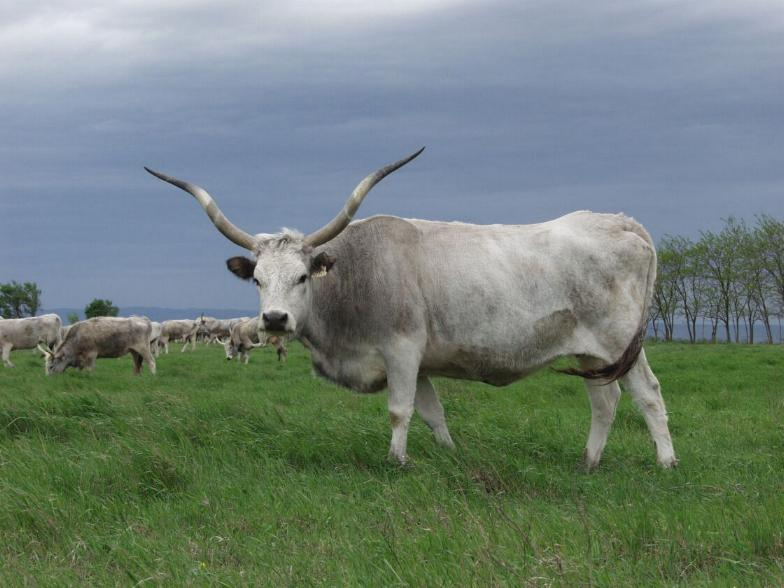
Magyar szürkemarhák legelnek Sarród határában

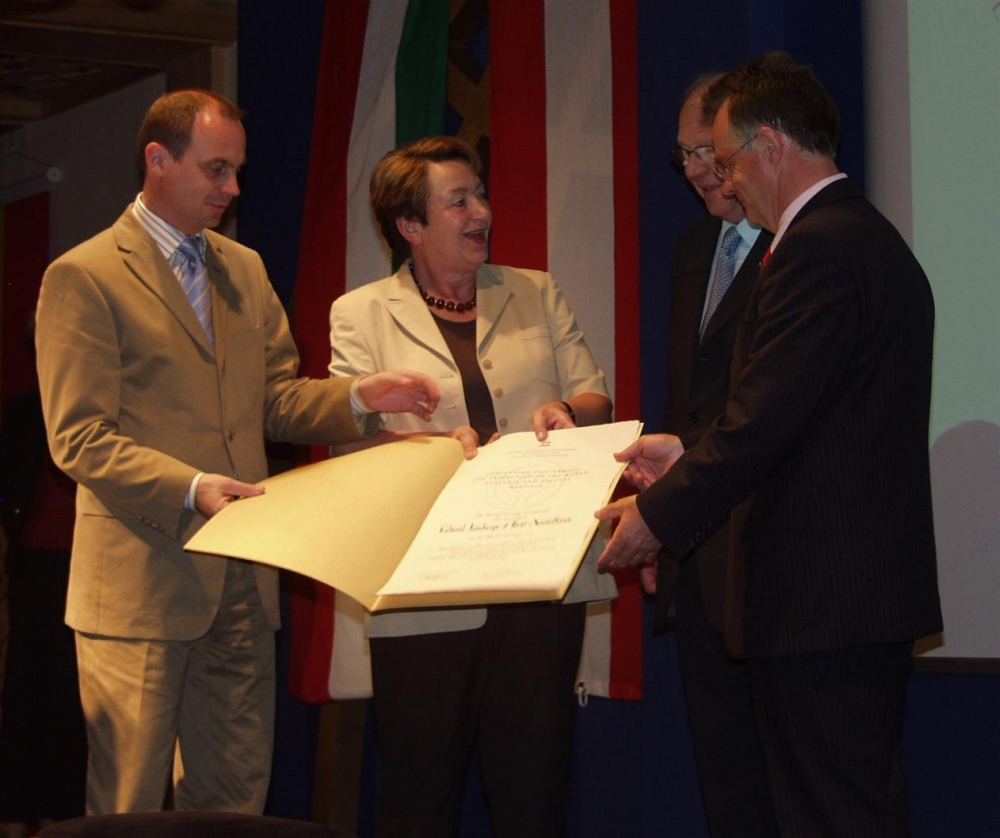
A világörökség diploma átadása

A Fertő-táj Magyarország északnyugati részén található. A Fertő tavat és az azt övező tájat, településeit 2001-ben vette fel az UNESCO a világörökségek közé. A felvételt Ausztria és Magyarország közösen kérelmezte, mivel a Fertő túlnyomó része Ausztriához tartozik, s a határ mindkét oldalán nemzeti park védelmezi. A táj a felvételt népi építészetével, műemlékeivel, az egymást követő civilizációk régészeti emlékeivel, szőlő- és borkultúrájával valamint változatos növény- és állatvilágával érdemelte ki. A világörökség terület érdekképviseletére civil szervezet alakult, az érintett hazai települések részvételével.
2020-ban a magyar állam egy hatalmas, közel 10 milliárd forintos rekreációs beruházásba kezdett, amely során új strandterületet, vizes játszóteret, szállodát, parkolót, kempinget, éttermet és kikötőt valósítanának meg, azzal az indoklással, hogy a tó magyar oldalán is kulturált strandterület és közösségi tér jöjjön létre - a páratlan természeti környezet megóvása mellett. A projektet kiemelt nemzetgazdasági jelentőségűvé nyilvánították. A beruházás ellen 73 civil szervezet tiltakozott a kiemelt jelentőségű természeti értékek védelmében, majd 2021 tavaszán a Greenpeace bírósághoz is fordult a beruházást lehetővé tévő környezetvédelmi engedély visszavonása érdekében. Június elején már az UNESCO is felszólította az államot, hogy állítsa vissza a part eredeti állapotát, illetve jelezte, ha nem tervezik át a projektet sokkal visszafogottabbra, akkor elveszítheti a tájegység a világörökségi besorolását. Ausztria UNESCO-képviselője is tiltakozott a beépítés ellen, továbbá az Európai Bizottság is figyelmeztette a kormányt az ügy miatt, és a kötelezettségszegési eljárásokat megelőző egyeztetést kezdeményezett az Agrárminisztériummal, hogy kiderüljön nem sérül-e az uniós jog a kiadott környezetvédelmi engedély kapcsán. A Greenpeace jelzésére június végén a Rámszari egyezmény nemzetközi főtitkára  is ellenőrzésbe kezdett, és részletes adatokat kért a kormánytól, valamint a magyarországi titkárságnál is kezdeményezte: vizsgálják felül a két évvel korábban a beruházásról alkotott véleményüket, amely szerint a beruházás nem jelent majd szignifikáns változást az adott élőhelyen, mert az azóta napvilágot látott részletek szerint egyértelmű, hogy az rombolná a természeti és tájképi értékeket. Nagy István agrárminiszter szerint a kormány „kiemelt jelentőséget tulajdonít a természet védelmének és a környezet tiszteletének” és azok, akik a beruházás leállításán és ellehetetlenítésén dolgoznak (az ellenzék és szószólói) idegen érdekeket képviselnek. A Miniszterelnökség pedig úgy reagált: „[a beruházás] az összes hazai és nemzetközi jogszabály által előírt engedéllyel rendelkezik”. Az újabb fejlemények egyértelműen igazolják a beruházás ellenzőinek aggályait.
A világörökség magyar oldalához tartozik:
- Fertő–Hanság Nemzeti Park fertő-táji teljes területe,
- a következő part menti települések: Fertőrákos – Sopronból Balf – Fertőboz -Nagycenk – Hidegség – Fertőhomok – Hegykő – Fertőszéplak – Fertőd (az Eszterházy park teljes területével) – Sarród – Fertőújlak.

A világörökség osztrák oldalához tartozik:
- a Fertőzug (Seewinkel)
- a következő tóparti települések: Ruszt (Rust) – Fertőmeggyes (Mörbisch) – Oka (Ausztria) (Oggau) – Fertőfehéregyháza (Donnerskirchen) – Feketeváros (Purbach) – Fertőszéleskút (Breitenbrunn) – Sásony (Winden am See) – Nyulas (Jois) – Nezsider (Neusiedl am See) –  Védeny (Weiden am See) – Pátfalu (Podersdorf) – Ilmic (Illmitz) – Mosonbánfalva (Apetlon).

## Tájak találkozása
A különböző klímahatások következtében nemcsak a földrajzi, hanem állat-, és növényföldrajzi határok is találkoznak. A világörökség az Alpok, a Kárpátok és a magyar Alföld között fekszik. A tó és a közvetlen környéke Közép-Európa legnagyobb madárrezervátuma (vö.Fertő tavi Bioszféra Rezervátum). Számos költözőmadár fő vonulási útjában – pihenőhelyként – funkciónál. Többek között a szürke, vörös és kanalasgém, a nyári lúd, a vöcsök, a barna- és a rétihéja, a kis és a nagy kócsag fészkel itt.
A halak közül a réticsíkot, a süllőt, a csukát, a fertői nyurga pontyot és a gardát említhetjük. Rendszeresen találkozhatunk a halálfejes lepkével folyófűszenderrel és a lápi szitakötővel.
A magyar nemzeti park vállalta több ősi magyar állatfajta: a magyar szürkemarha, a bivaly, a rackajuh gén megőrzését, tenyésztését. Az ősi háziállataink a Fertő körüli füves területeket lelegelve, a növényzet folyamatos rágásával elősegítik ezen élőhelyek jellegzetes állatvilágának megőrzését.
A Fertő-táj ökológiailag érzékeny táj. Ezért alkottak a nagyközönség előtt zárt, védett területeket. (natúrparkok) A legfontosabb azonban a magyar Fertő-Hanság és az osztrák Seewinkel Nemzeti Parkok tevékenysége a természeti értékek megőrzésében.

## A Fertőrákosi Kőfejtő jelentősége
A világörökség kiemelkedő része a Fertőrákosi Kőfejtő és Barlangszínház. Európa egyik legrégebbi és legnagyobb kőfejtője, amelyet a római kortól egészen 1948-ig műveltek. Egyedülálló, geológiai, őslénytani, botanika és kultúrtörténeti értékeket mutat be. Évmilliókkal ezelőtt itt a Pannon-tenger hullámzott. A csigák, a kagylók, mészvázú állatok testéből épült fel a Lajta-mészkő, amelyet, soproni, bécsi, budapesti épületekhez használtak fel. A sok millió éves kőzet elég fiatal ahhoz, hogy vésni lehessen, de elég kemény ahhoz, hogy építkezésekhez lehessen használni .A kőfejtő falaiban és törmelékes oldalaiban ma is megtalálhatók az egykori tengeri állatok maradványai. A sziklatemplomok világát idéző „barlang” jó akusztikával rendelkezik, s természetes díszletet ad a júniustól szeptemberig megrendezett színházi előadásoknak, koncerteknek.
2015-től ismét látogatható a kőfejtő területe, miután két milliárd forintból felújították. A felújítás után a felszínen és a mélyben tanösvényt alakítottak ki, amely interaktív módon bemutatja a kőfejtő és a Fertő-táj különleges élővilágát, valamint a miocén-kor élővilágát és a kőbányászat történetét. A felújítás során a barlangszínházat az ország legmodernebb fény és hangtechnikájával látták el, és minden igényt kielégítő kiszolgáló egységeket kapott. A nézőtéren mind a 760 széket egyedileg szabályozható ülésfűtéssel látták el.
Érdekesség, hogy a kőfejtő területe Fertőrákoson található, ám közigazgatásilag Sopronhoz tartozik, ezért a területet a Soproni Petőfi Színházat is magában tudó Pro Kultúra Sopron Nonprofit Kft. kezeli.

## A tájegység látnivalói
A Fertő tó vidéke változatossága és gyönyörű környezete mellett különleges kulturális érték is. Ezt a tájat az ember keze formálta át. A települések területén műemlékek sora található, amelyek a hagyományos tájhasználat mellett az életmód építészeti lenyomatai.
- Mönchhof (Barátudvar)

(szabadtéri magángyűjtemény). A 20. századi burgenlandi kisparaszti életet a falusi kultúrát mutatja be. Nagybirtokosi és 20 paraszti ház, a templom, működő mozi, a legkülönbözőbb kézműves műhelyek, vendéglő és pékség megtekintése több órás program lehet.
- Donnerskirchen (Fertőfehéregyháza)

A település közelében található a Medve barlang, ahol őskori állatok maradványait találták meg. A falubeli „Bortermesztők háza” korában Esterházy-kastély volt. Érdekes látnivaló a megerősített ófalu még látható kisebb erődítés maradványa.
- Purbach am Neusiedler See (Feketeváros)

Rézkori leleteket is találtak. Az ófalu széles belső majorját 17. századra épületek vették körül, amelyből a város központja alakult ki. Purbach büszkesége a történelmi pincenegyed.
- Rust (Ruszt)

1681-ben I. Lipóttól szabad királyi városi rangot kapott. A polgárházak díszes ajtó-, és ablakkeretei, árkádos udvarai kellemes hangulatba ringatnak. A történelmi Magyarország legkisebb városa volt. A városfalak maradványai izgalmas látnivalót kínálnak. A ruszti borok világhírűek. A szőlőművelést e helyt a rómaiak kezdték. A Fertő tó nyugati partján kikötővel és fürdővel rendelkezik.
- Frauenkirchen (Boldogasszony)

Búcsújáró temploma a „Mária születése” és a ferences kolostor évente szakrális és művészeti kiállításokat rendeznek. Burgenland legszebb barokk templomát bazilikává 1990-ben avatták. A templom a – monda szerint – a Leányvölgyben elpusztított asszony és leánya sírja fölé épült. (vö.: A Fertő születése)
- Eisenstadt (Kismarton)

Családi tulajdon ma is az Esterházy-kastély, a szinte önálló kerületet alkotó kastélykerülettel. A kastély egy részében a burgenlandi tartományi kormányhivatal is helyet kapott. A ma látható épületegyüttest Esterházy Pál építette ki a az 1660-as években.
- Fertőd

A város legszebb barokk épülete az Esterházy-kastély. 1720-tól kezdték építeni. A kastély parkja természetvédelmi terület. A 18. században több, mint egy évtizedet itt töltött el Joseph Haydn udvari zenészként. Itt alkotta többek között a híres Búcsúszimfóniát is. Évente koncertsorozatokat rendeznek a tükörteremben.
- Fertőhomok

Tájház található itt, melyet 2004-ben építettek újjá. Az 1930-ban épült nádfedeles ház leégett. Tanulmányozható a hagyományos parasztház belső elrendezése és a hozzátartozó gazdasági épületek.
- Fertőrákos

(Részletes leírása a község szócikkében olvasható.)
- Fertőszéplak
- A paraszt-barokk népi építészet szép példája a fő utcai utcasor öt tájháza. A fertőszéplaki múzeum igyekezett megőrizni a régi falusi (mezővárosi) építészet jellegzetes háztípusait. Az öt épület és a hiányzó gazdasági épületek áttelepítése 1982-ben történt meg. Az egyik házban helytörténeti, a környék háziiparát és a Fertő halászatát bemutató kiállítás.
- Vasúti lámpamúzeum (magángyűjtemény) 21 ország kb. 250 fajta, a vasutakon használt világítóeszközeit mutatja be.
- Itt született Széchényi Ferenc, Széchenyi István édesapja. A családhoz kötődik a helyi templom (a kálváriával) és az egykori kastélyépülete.

- Hegykő

2004-ben 56 °C-os magas sókoncentrátumú termálvízét gyógyvízzé minősítették. A gyógyvíz mozgásszervi, bőrgyógyászati és nőgyógyászati és urológiai gyulladások kezelésére alkalmas. Fürdés után gyalogszerrel vagy kerékpárral lehet a tanösvényt bejárni, ami a település templomától a Hegykői csatornáig vezet. Itt található az ország legszebb pestis emlékműve.
- Nagycenk

Egy másik szép kastély található itt. Benne Széchenyi István emlékmúzeum található. A kastélytól indul Európa legszebb ültetett hársfasora. (Természetvédelmi terület) Mellette üzemel a Nagycenki Széchenyi Múzeumvasút, amit gyermekvasutasok irányítanak.
- Sarród

Csendes utcáival, népi emlékeivel a nyugalmat kereső turisták célpontja. A falu mellett van a kócsagvár, mely a Fertő–Hanság Nemzeti Park központja is egyben.
- Sopron Balf

A településrész az évszázadokig itt élő német szőlőművelő lakosság emlékét őrzi. Kiemelkedő értéke a fürdőkápolna idősebb Dorfmeister István freskóival , mely a gyógyszanatórium mellett található. A római kori gyógyforrásokat ma is mindenki látogathatja. A balfi Ásványvízüzem mellett ivókút van, ahol kénes víz tör a felszínre. A legendák szerint Jókai Mór: Névtelen vára valahol Balf környékén lehetett.

## A tájegység termékei
A Fertő-táj településein élők munkakultúráját évszázadokon keresztül meghatározták a kedvező természeti adottságok, azoknak felhasználása a minden napi életben. Ezek voltak: a halászat, nádgazdálkodás, az állattenyésztés, a kézműipar, a szőlőtermesztés és borkészítés.
- A nád aratás elsősorban exportként ma is jövedelmező. A halászat, az állattenyésztés és a kézműipar csak kevés embernek nyújt megélhetést.
- A bor. A borászok megalkották a ruszti aszút (Ausbruch), a soproni kékfrankost, sok más versenyeken érmet nyert fehér és vörös boraikat.
- A borászkodás, az egészségügy szolgáltatásai (fogászat), a gyógyüdültetés, a vendéglátás a jelenen kívül a jövő fejlődési alapjait jelenti.
- Ruszt, Sopron, Fertőrákos polgárosodásának „eredményei” (a templomok, a középületek, a polgárok sok évszázados házai), a jövő turizmusának az alapjait tették le.
- Az ünnepek gasztronómiai élvezete a rendezvények sokaságában nyilvánul meg: a Soproni Borünnep, az Ezer bor ünnepe, Nyitott pincék (Eisenstadtban), a Szüreti Napok Sopronban, Balfon, Nagycenken.

## Kultúrprogramok a Fertő-tájon
- Eisenstadt

Haydn Ünnepi Játékok
- Mörbisch

operafesztivál,
Burgenlandi Ünnepi Hetek (víziszínpadon)
- (Margitbánya) (Kőfejtőben Európa legnagyobb színpadán)

Operaelőadások, ötévente Passiójátékok,
- Fertőd

Haydn Fesztivál
- Fertőboz

Bodza Fesztivál,
- Fertőrákos

Fertőrákosi Kőfejtő és Barlangszínház előadásai (június-szeptember), valamint tanösvénye (március-október)
Mithrász-fesztivál
Frigyes napi mulatozások,
- Hegykő

Hegykői vigasságok,
Hegykői Művészeti Fesztivál
- Nagycenk

Hársfa Nap
- Sopron

Liszt Ferenc városa,
Páneurópai piknik
Továbbá
- Túrázás a Fertő tavi kerékpárutakon

## Képtár

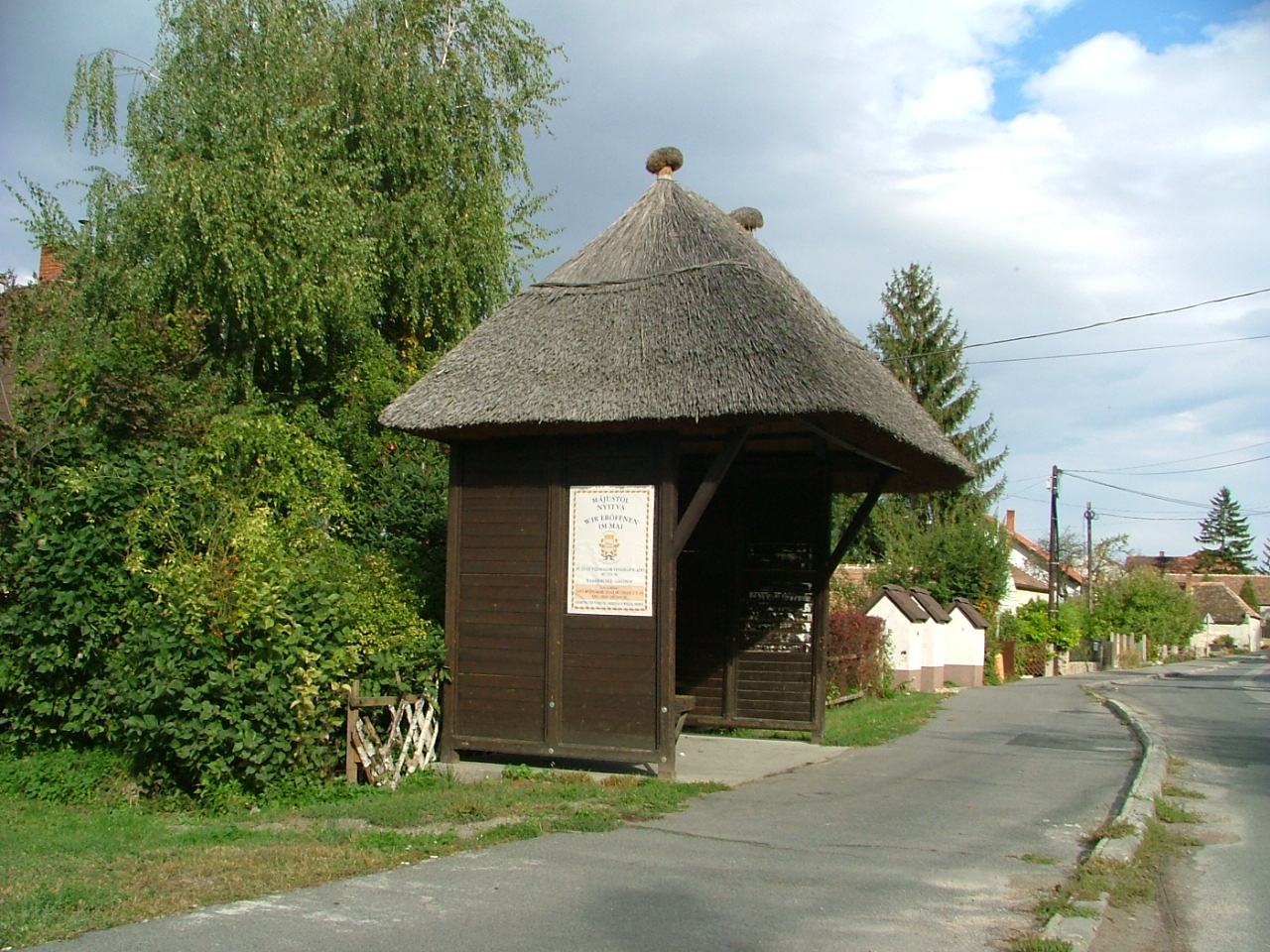
Fertőbozi autóbusz-megálló
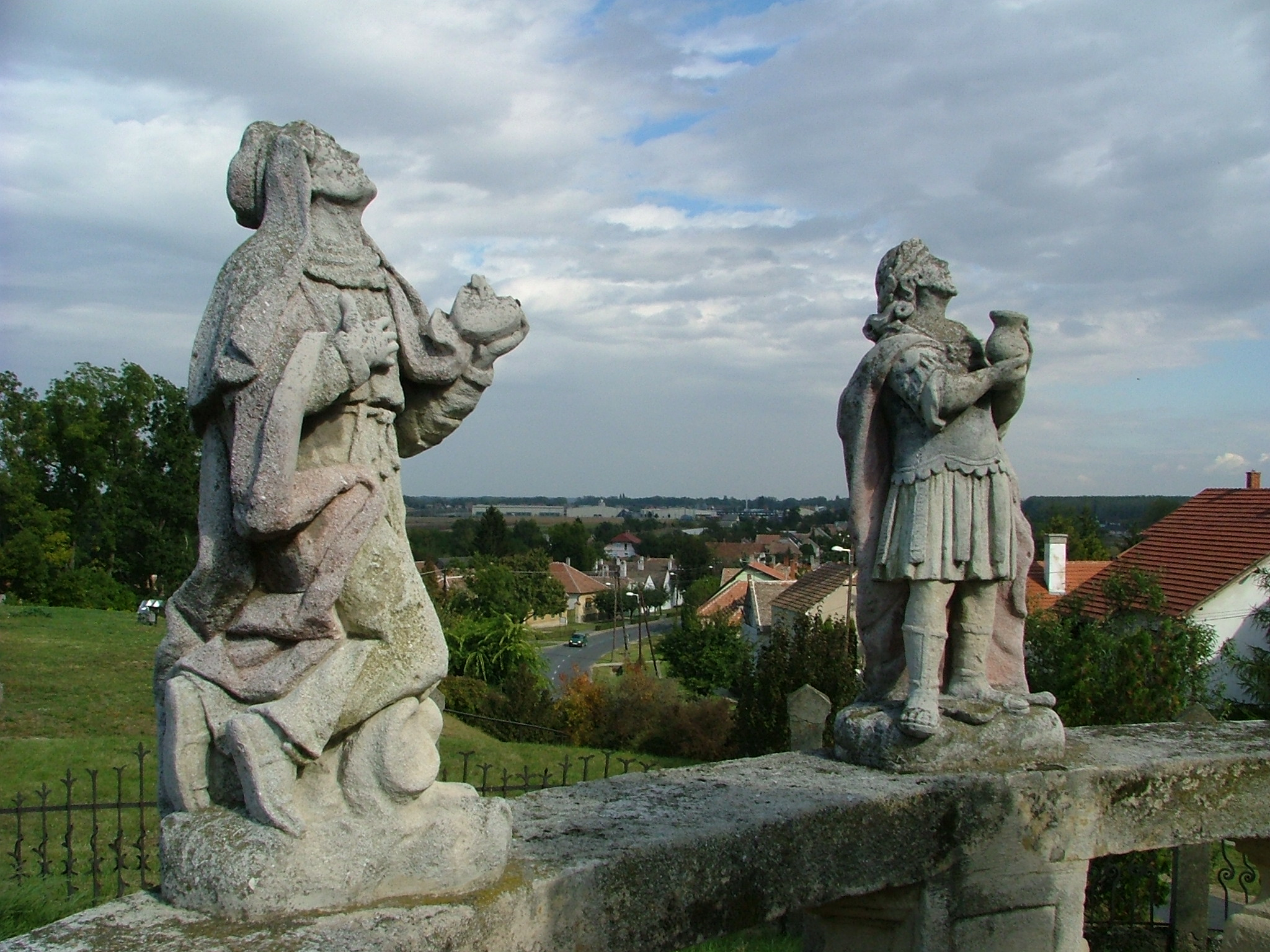
Fertőszéplak a kálváriáról nézve
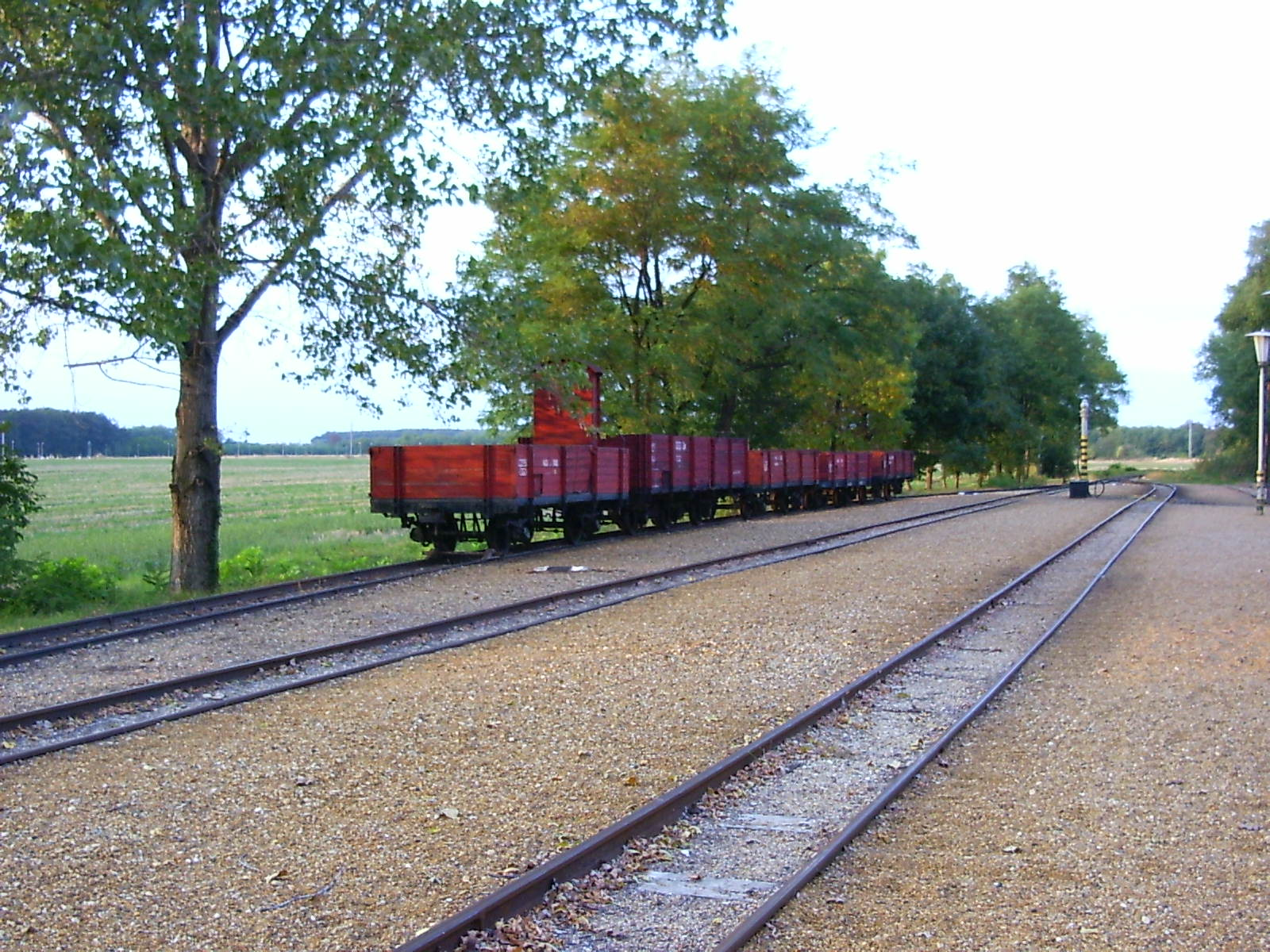
A múzeumvasút végállomása Nagycenken
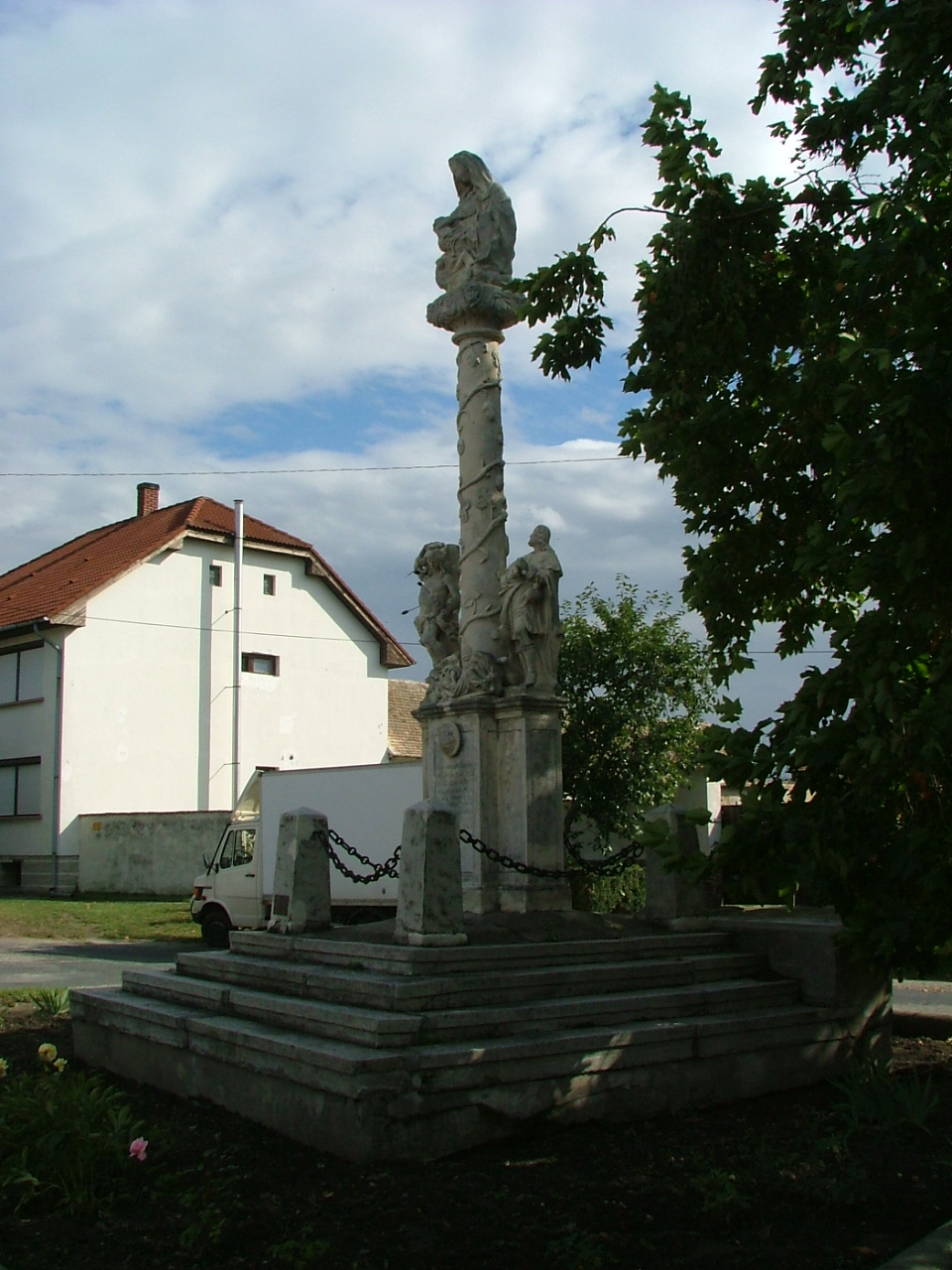
A pestisoszlop Hegykőn

### Kulturális programok
- http://www.eszterhaza.hu
- https://web.archive.org/web/20170921220914/http://lisztfestival.hu/
- http://www.nagycenk.hu
- http://www.fertorakos.hu
- http://www.fertorakosikofejto.hu
- http://www.hegyko.hu
- http://www.ofs.at
- http://www.haydnfestival.at
- http://www.seefestspiele-moerbisch.at
- http://www.mithras.hu/fesztival.html